# Wilga abisyńska
Wilga abisyńska (Oriolus monacha) – gatunek średniej wielkości ptaka z rodziny wilgowatych (Oriolidae), występujący w Etiopii i Erytrei.

## Podgatunki
Wyróżniono dwa podgatunki O. monacha:
- O. monacha meneliki – południowa Etiopia
- O. monacha monacha – północna Etiopia i Erytrea

## Morfologia
Długość ciała około 24 cm; masa ciała 63–74 g. Samice są podobne do samców. W terenie bardzo trudno ją odróżnić od podobnej wilgi czarnogłowej (O. larvatus), która także występuje w Etiopii.

## Ekologia i zachowanie
Środowiskiem naturalnym wilgi abisyńskiej są głównie wilgotne lasy wyżynne i górskie, np. lasy galeriowe, lasy wiecznie zielone, przeważnie od 950 m do 2000 m n.p.m. Zamieszkuje też suche lasy tropikalne, zwłaszcza lasy akacjowe i lasy liściaste szerokolistne oraz obszary porośnięte gęstymi zaroślami.
Lęgi w lutym i lipcu–sierpniu. Brak informacji o gnieździe, jajach i innych szczegółach rozrodu.
Żywi się drobnymi owocami i dużymi owadami. Pisklęta karmione są głównie gąsienicami.

## Status
IUCN uznaje wilgę abisyńską za gatunek najmniejszej troski (LC, Least Concern) nieprzerwanie od 1988 roku. Liczebność populacji nie została oszacowana, ale ptak ten opisywany jest jako lokalnie częsty do pospolitego w północnej Etiopii i Erytrei oraz pospolity do bardzo licznego w południowej Etiopii. Trend liczebności populacji uznawany jest za stabilny.